# George Wald
George Wald (New York, 18 november 1906 – Cambridge, 12 april 1997) was een Amerikaans wetenschapper, die vooral bekend is geworden door zijn onderzoek naar pigment in het netvlies. In 1967 won hij samen met Ragnar Granit en Haldan Hartline de Nobelprijs voor Fysiologie of Geneeskunde voor het beschrijven van de verschillende typen van lichtgevoelige cellen in het oog, en hoe het licht op die cellen inwerkt.

## Biografie
Wald werd geboren als zoon van Isaac Wald en Ernestine Rosenmann, twee Joodse immigranten. Hij was lid van de eerste afstudeerklas van de Brooklyn Technical High School in 1922. In 1927 haalde hij zijn Bachelor of Science aan de New York-universiteit, en in 1932 zijn Ph.D. in zoölogie aan de Columbia-universiteit.
Na zijn studie kreeg Wald een reisbeurs van de US National Research Council. Wald gebruikte deze om werk te krijgen in Duitsland, samen met Otto Heinrich Warburg. Tijdens zijn werk in Duitsland identificeerde hij vitamine A in het netvlies. Vervolgens ging hij werken in het Zwitserse Zürich, waar hij studie deed naar vitamines met scheikundige Paul Karrer. Ook werkte hij een tijdje samen met Otto Fritz Meyerhof in Heidelberg (Duitsland). In 1933 verliet hij Europa weer omdat Adolf Hitler aan de macht kwam en het leven voor Joden in Europa steeds gevaarlijker werd. Terug in de Verenigde Staten ging hij werken bij de Universiteit van Chicago.
In 1934 ging Wald naar de Harvard-universiteit, waar hij eerst instructeur en later professor werd. Hij werd in 1950 verkozen tot lid van de National Academy of Sciences. In 1935 werd hij onderscheiden met de Albert Lasker Award for Basic Medical Research en in 1959 de Rumford-Prijs van de American Academy of Arts and Sciences.

## Werk
Aan Harvard, waar hij het grootste deel van zijn werk in oogfysiologie uitvoerde, ontdekte Wald eind jaren 1930 dat een lichtgevoelig chemische stof in de staafjes — lichtgevoelige cellen in het netvlies verantwoordelijk voor nachtzicht — een enkel pigment was, rodopsine. Rodopsine is een substantie die door belichting uiteen valt in twee stoffen: opsine, een eiwit, en retinal, een derivaat van vitamine A. Wald ontdekte de relatie tussen vitamine A en nachtblindheid en bepaalde ook dat deze stof een rol speelt in de kegeltjes, de netvliescellen verantwoordelijk voor het zien van kleuren.
Wald uitte zich sterk over veel politieke en sociale zaken. Vanwege zijn status als Nobelprijswinnaar kregen deze uitspraken internationale aandacht. Hij was een fel tegenstander van de Vietnamoorlog en de nucleaire wapenwedloop.
In 1980 diende Wald in Ramsey Clarks delegatie naar Iran tijdens de gijzelingscrisis aldaar.
Met een aantal andere Nobelprijswinnaars werd Ward in 1986 uitgekozen naar Moskou te komen en Michail Gorbatsjov te adviseren over enkele vraagstukken inzake het milieu.